# 奧斯馬尼納格爾烏帕齊拉
奧斯馬尼納格爾乌帕齐拉是孟加拉国錫爾赫特縣的一个乌帕齐拉，位於錫爾赫特专区的錫爾赫特縣。。

## 人口
據1991年孟加拉國人口普查，奧斯馬尼納格爾共有戶數31,346戶，人口200849人。其中男性佔比51.28%，女性佔比48.72%；成年人口92,791人。該地7歲以上人口之平均識字率為17.5%。